# Ернесто Валверде
Ернесто Валверде Техедор (рођен 9. фебруара 1964) је шпански фудбалски менаџер и бивши играч који је играо као нападач. Током десет сезона скупио је Ла Лиги укупно 264 утакмице и 68 голова, додавши 55 мечева и девет голова у другој лиги Шпаније. Играо је за шест тимова у 14-годишњој професионалној каријери, укључујући Еспањол, Барселону и Атлетик Билбао. Валверде је касније имао сјајну каријеру као тренер. Освојио је дуплу круну са Олимпијакосом 2008–09 и 2011–12, и Барселоном 2017–18.

## Играчка каријера
Валверде је рођен у селу Вијандар де ла Вера, покрајина Касерес, Екстремадура. Након професионалног дебија у другој лиги Шпаније за Депортиво Алавес и Сестао, пребачен је у ФК Еспањол 1986. године, дебитујући у Ла Лиги 31. августа у гостујућем ремију 1: 1 против Атлетико Мадрида. У сезони 1986-87 завршио је са 43 наступа у лиги постигавши седам голова док је у последњој години био део екипе која је 1988. године изгубила финале Купа УЕФА на пенале од Бајер Леверкузена.
После тога, Валверде је играо две године у Барселони, освојивши Куп краља и Куп победника купова, иако се појавио умерено (само 13 минута против Леха а на последњем турниру). Међутим, у својој другој сезони постигао је шест погодака на само 12 утакмица укључујући победнички низ над Спортингом из Хихона (2–0) и Валенсијом (2–1).
Валверде је отишао у Атлетик Билбао 1990. године, испуњавајући услове, иако је рођен у Екстремадури (преселио се у Баскију још као дете). Одиграо је шест сезона са тимом, постигавши 20 лигашких голова од 1992. до 1994. пре него што је прешао у Мајорку, где је био релативно коришћен док је клуб на Балеарским острвима постигао промоцију, а следећег лета повукао се са 33 године; за време Атлетика добио је надимак Txingurri (баскијски мрав).
Валверде је одиграо једном за Шпанију, одигравши 20 минута у победи Шпаније против Исланда од 2:1, 10. октобра 1990. године у оквиру квалификација за УЕФА Еуро 1992 у Севиљи.